# T'Eba
T'Eba is een bestuurslaag in het regentschap Timor Tengah Utara van de provincie Oost-Nusa Tenggara, Indonesië. T'Eba telt 1354 inwoners (volkstelling 2010).